# تونلگتان

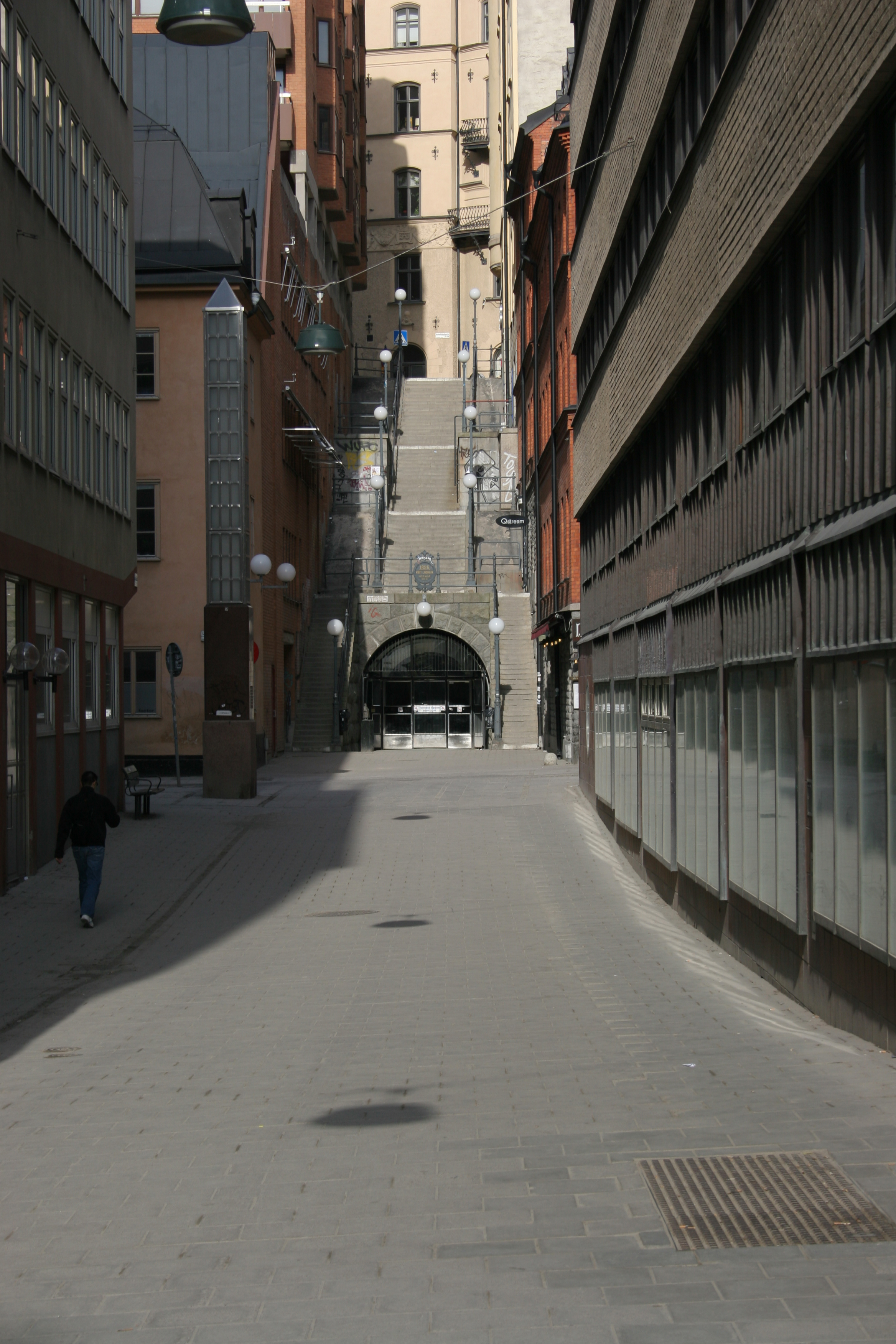
بخشی از Tunnelgatan در آوریل ۲۰۰۵ که مسیر فرار قاتل نخست‌وزیر اولوف پالمه را نشان می‌دهد.

تونِل‌گِتان (به انگلیسی: Tunnelgatan) (خیابان تونل) خیابانی در استکهلم سوئد است که از اسویوژن تا تونل Brunkeberg امتداد دارد.
تونلگتان به دلیل تونل Brunkeberg که در سال ۱۸۸۶ افتتاح شد، نامگذاری شد. نام قبلی Barnhus trädgårdsgata (خیابان باغ یتیم خانه) بود چون پس از پرورشگاه نورا بانتورجت قرار داشت. در طول قرن هفدهم، یک طناب کشی در آن مکان وجود داشت. تنها ساختمان مسکونی باقیمانده در خیابان بین گذرگاه تونلگاتان و لونتماکارگاتان و بین سالهای ۱۸۹۴ و ۱۸۹۶ ساخته شد.

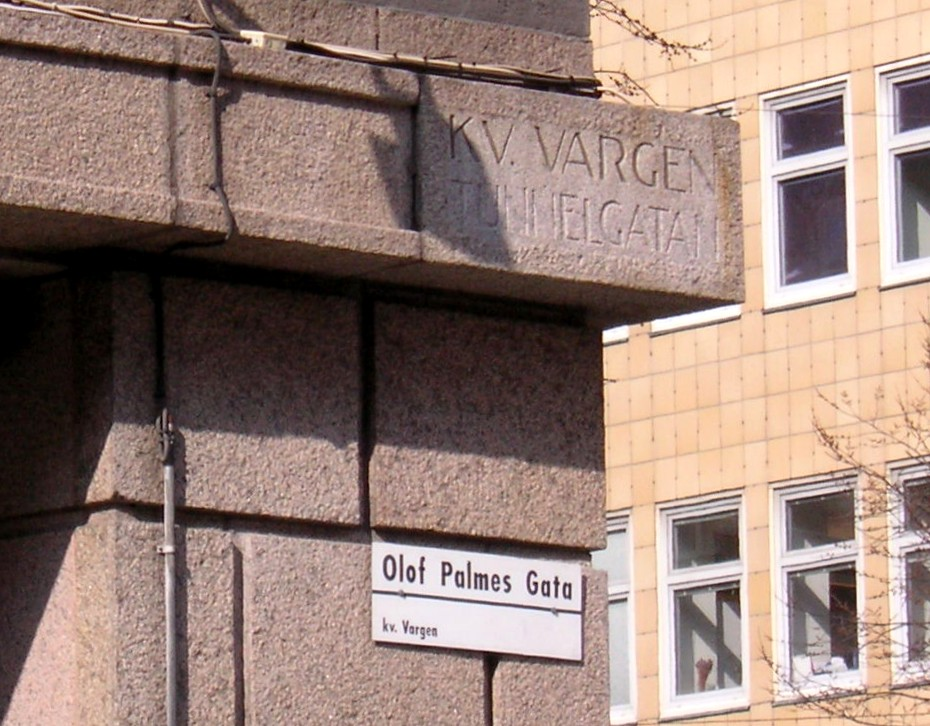
بخشی از تونلگتان که به یاد ترور اولاف پالمه به اولاف پالمه تغییر نام داده‌است.

تونلگتان با ترور اولاف پالمه مرتبط است، که در نزدیکی دهانه تونل در خیابان Sveavägen رخ داد، و قاتل از پله‌ها فرار کرد. بخشی از خیابان از آن زمان به Olof Palmes gata تغییر نام داد.

## ادبیات
- City 67: Stockholm: principplan för den fortsatta citysaneringen framlagd i maj 1967 (به سوئدی). [Stockholm]: [Nord. bokh. (distr.)]. 1967. LIBRIS 479017.
- Westlund Börje, Stahre Nils-Gustaf, ed. (1986). Stockholms gatunamn: innerstaden (به سوئدی) (1. uppl. ed.). Stockholm: Liber/Allmänna förl. ISBN 91-38-90777-1. LIBRIS 7269073.